# Матабеле
Матабе́ле (точнее — матебеле, самоназвание — амандебеле; amandebele) — народ группы банту, проживающий в основном на юго-западе Зимбабве. Численность населения — приблизительно 2,58 млн. К матабеле близки такие народы как зулу и ндебеле. Говорят на языке исиндебеле (северный ндебеле).

## История
В начале XIX века предки матабеле входили в союз зулусских племён (на крайнем Юго-Востоке Африки). В 1820-х годах несколько родов во главе с Мзиликази вышли из союза, составив ядро этноса матабеле. На территории современного Зимбабве матабеле пришли с территории будущей Республики Трансвааль в 1830-х годах, покорили часть племён шона, восприняв в значительной мере их культуру. В 1888 году английским властям удалось заключить «договор о дружбе» с королём матабеле Лобенгулой, но в 1893 году последний начал вооружённое восстание против колонизаторов, жестоко подавленное наёмными отрядами премьер-министра Капской колонии С. Родса. В конце XIX века земли матабеле (Матабеленд) в результате подавления второго восстания матабеле были включены в состав британской самоуправляющейся территории Южная Родезия, которая была преобразована в 1980 году в республику Зимбабве. Некоторые матабеле принимали участие в вооружённой борьбе против правительства Южной Родезии на стороне организации «Союз африканского народа Зимбабве» Джошуа Нкомо.

## Занятия матабеле
Традиционные занятия матебеле — скотоводство (крупный и мелкий рогатый скот), разведение кур, ручное подсечно-огневое (у современных матабеле плужное, с использованием быков) земледелие. Выращивают сорго, кукурузу, арахис, элевсину, батат, огородные и бахчевые культуры, а также хлопок, рис, табак. Основные традиционные ремёсла — обработка кожи (особенно изготовление щитов), гончарное, деревообработка. Современные матабеле работают по найму на фермах, фабриках, рудниках.

## Традиционное жильё
Планировка поселений кольцевая — крааль. Жилище низкое куполообразное, стены из прутьев, обмазанных глиной, крыша конусообразная, покрыта травой, глинобитный пол, регулярно обновляемый смесью глины, сена и коровьего навоза.

## Одежда и пища
Традиционная одежда — передник, набедренная повязка, плащ (каросс), сандалии из кожи и шкур, головные украшения из страусовых перьев; матабеле украшали себя бусами, ручными, ножными и шейными кольцами из железа и меди. В основе пищи — каши с овощной приправой, пьют пиво из сорго, едят также мясо, молочные продукты.

## Традиционные культы
Среди традиционных культов особенно распространены культ предков и сил природы. Богат фольклор: мифы, легенды, сказки, хвалебные песни в честь героев-воинов. Хоровой культуре присущи полифония и полиритмия. Среди музыкальных инструментов распространены барабаны и струнные (мукубе).

## В мировой культуре
О матабеле писал Фридрих Энгельс, который определял их строй как «военную демократию», и Давид Ливингстон. Матабеле упоминаются в романах Майн Рида «Охотники за жирафами» (в рус. пер. «матабили»), Луи Буссенара «Похитители бриллиантов», Альфреда Дёблина «Горы моря и гиганты». Борьбе матабеле с бурами посвящена книга южно-африканского писателя Питера Абрахамса «Жестокое завоевание». Завоевание Матабелеленда романтизировал Редьярд Киплинг, против расправы англичан с матабеле протестовал австралийский поэт-демократ Бернард О’Дауд.